# John Lee Hancock
John Lee Hancock jr. (Longview (Texas), 15 december 1956) is een Amerikaanse filmregisseur, scenarioschrijver en producent. 

## Biografie
John Lee Hancock werd in 1956 geboren in Longview (Texas) en groeide op in Texas City. Zijn vader, John Lee Hancock sr., speelde American football. Hij speelde voor het universiteitsteam van Baylor University en maakte nadien zelfs even deel uit van het NFL-team Chicago Cardinals. Ook zijn broers John en Kevin speelden football aan de universiteit. In de jaren 1980 speelde Kevin Hancock in de NFL voor de Indianapolis Colts.
Zelf volgde hij de studierichting Engels aan Baylor University. In 1979 behaalde hij zijn bachelordiploma en drie jaar later studeerde hij aan dezelfde universiteit af als jurist.

## Carrière
Na zijn studies werkte Hancock vier jaar voor een advocatenbureau in Houston. Nadien besloot hij aan de slag te gaan als scenarioschrijver en verhuisde hij naar Los Angeles. Hij was aanvankelijk vooral actief in de theaterwereld. In 1991 maakte hij met de romantische komedie Hard Time Romance zijn debuut als filmregisseur en scenarist. In de daaropvolgende jaren schreef hij de films A Perfect World (1993) en Midnight in the Garden of Good and Evil (1997) voor regisseur Clint Eastwood. Eind jaren 1990 bedacht en schreef hij ook de medische dramaserie L.A. Doctors. De reeks werd al na een seizoen geannuleerd door zender CBS.
Als regisseur oogstte hij in 2002 succes met The Rookie, een sportfilm die gebaseerd werd op het leven van honkbalspeler Jim Morris. Enkele jaren later schreef en regisseerde Hancock met The Blind Side opnieuw een succesvolle sportfilm. De film, die gebaseerd werd op het leven van footballspeler Michael Oher, werd een financiële hit en leverde hoofdrolspeelster Sandra Bullock de Oscar voor beste actrice op.
In de jaren 2010 regisseerde Hancock onder meer de biografische drama's Saving Mr. Banks (2013) en The Founder (2016). In 2021 regisseerde hij de misdaadthriller The Little Things, een verfilming van een script dat hij begin jaren 1990 geschreven had.

## Filmografie
| Jaar | Titel                                   | Regisseur | Scenarist | Producent |
| ---- | --------------------------------------- | --------- | --------- | --------- |
| 1991 | Hard Time Romance                       |           |           |           |
| 1993 | A Perfect World                         |           |           |           |
| 1997 | Midnight in the Garden of Good and Evil |           |           |           |
| 1998 | L.A. Doctors (tv-serie)                 |           |           |           |
| 2000 | My Dog Skip                             |           |           |           |
| 2002 | The Rookie                              |           |           |           |
| 2004 | The Alamo                               |           |           |           |
| 2009 | The Blind Side                          |           |           |           |
| 2012 | Snow White and the Huntsman             |           |           |           |
| 2013 | Saving Mr. Banks                        |           |           |           |
| 2016 | The Founder                             |           |           |           |
| 2019 | The Highwaymen                          |           |           |           |
| 2021 | The Little Things                       |           |           |           |

## Prijzen en nominaties
| Film                    | Categorie         | Uitslag      |
| BAFTA Awards            | BAFTA Awards      | BAFTA Awards |
| ----------------------- | ----------------- | ------------ |
| Saving Mr. Banks (2013) | Beste Britse film | Genomineerd  |